# Chrysotoxum brunnefrontum
Chrysotoxum brunnefrontum är en tvåvingeart som beskrevs av Huo, Ren och Zheng 2007. Chrysotoxum brunnefrontum ingår i släktet getingblomflugor, och familjen blomflugor. Inga underarter finns listade i Catalogue of Life.